# Pandanus muralis
Pandanus muralis är en enhjärtbladig växtart som beskrevs av Huynh. Pandanus muralis ingår i släktet Pandanus och familjen Pandanaceae.
Artens utbredningsområde är Mali. Inga underarter finns listade.